# Тагор, Дебендранатх
Дебендранатх Тагор (бенг. দেবেন্দ্রনাথ ঠাকুর, Debendronath Ţhakur; 15 мая 1817 — 19 января 1905) — религиозный деятель из Бенгалии, один из основателей религиозного общества Брахмо-самадж.

## Биография
Дебендранатх Тагор, старший сын богатого землевладельца Дварканатха Тагора, родился в семейном имении Джорасанко (сейчас район Калькутты), в Западной Бенгалии. Он получил хорошее образование, начавшееся с девятилетнего возраста, изучая индийский, персидский и английский языки, а также западную философию.
Женой Дебендранатха была Шарада Деви.
В 1863 году Дебендранатх Тагор основал посёлок Шанти-Никетан (Обитель мира), позже ставший известным благодаря его сыну Рабиндранату.
В последние годы его называли махариши — великий мудрец.

## Деятельность
Дебендранатх Тагор принял значительное участие в религиозном движении Брахмо-самадж, организованном его отцом и Рамом Моханом Роем. Под его руководством, опирающемся на текст Упанишад, Брахмо-самадж в значительной степени стало ориентироваться на духовное братство между его членами. Позже, ветвь, возглавляемая Дебендранатхом Тагором стала называться Ади Брахмо Самадж.